# Мараи, Шандор

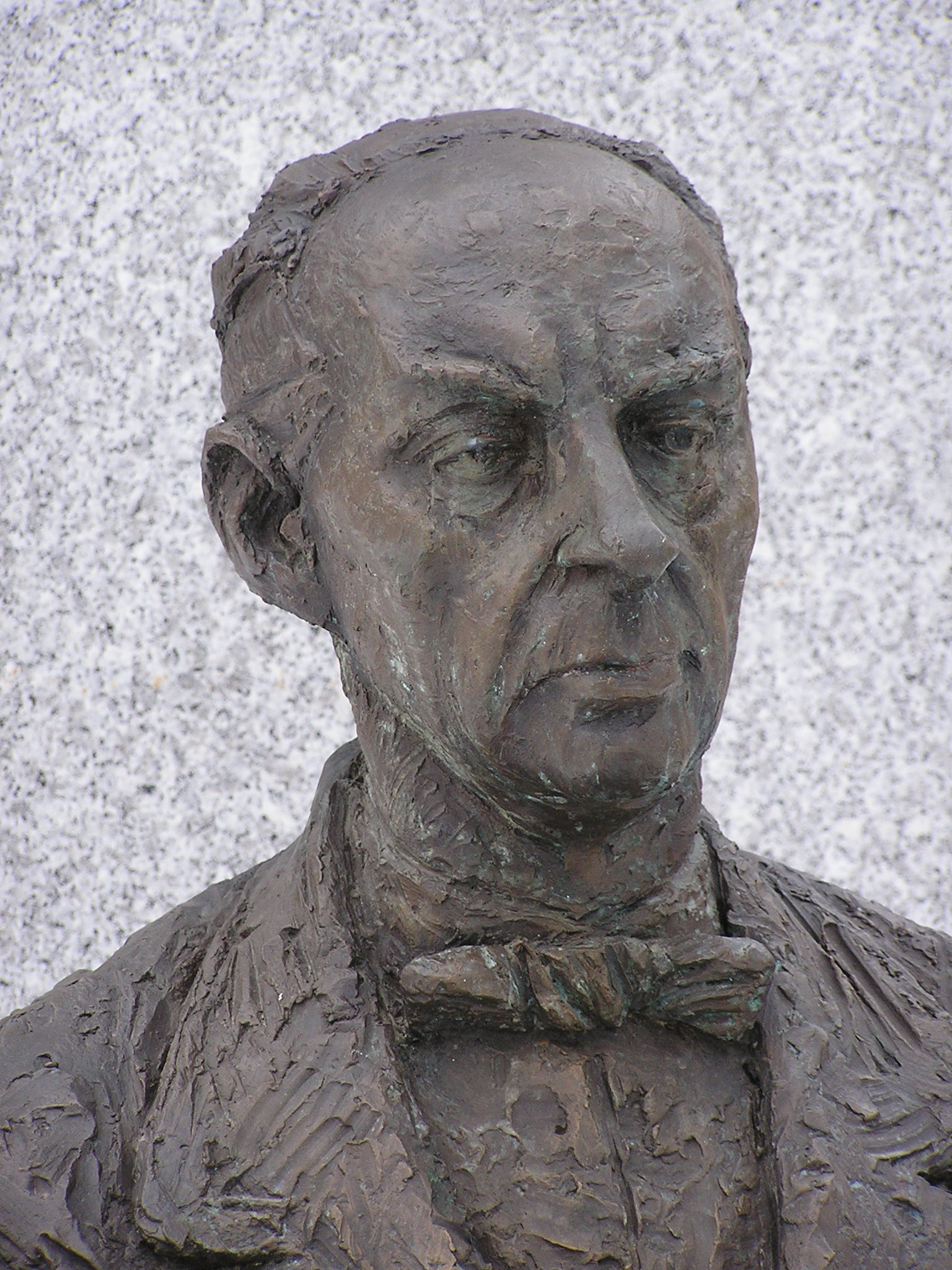
Памятник Шандору Мараи в Кошице

Шандор Мараи (венг. Márai Sándor, собственно Шандор Карой Хенрик Гросшмид де Мара венг. Sándor Károly Henrik Grosschmid de Mára; 11 апреля 1900, Кашша, Австро-Венгрия (ныне — Кошице, Словакия) — 22 февраля 1989, Сан-Диего) — выдающийся венгерский прозаик и журналист. Его младший брат — известный кинорежиссёр Геза Радваньи (1907—1986).

## Биография
Родился в семье адвоката, выходца из Саксонии, мать — венгерка. Учился на юридическом факультете Будапештского университета, принимал участие в революционных событиях 1918—1919 годов. После разгрома Венгерской Советской Республики переехал в 1919 году в Германию, учился журналистике в Лейпциге, Франкфурте, Берлине. Писал в «Симплициссимусе» и «Франкфуртер цайтунг», переводил и пропагандировал Кафку, думал перейти на немецкий язык. Стал свидетелем зарождения германского нацизма, последовательно придерживался антифашистских взглядов. В 1923 году перебрался в Париж, изучал философию. В 1925 году взял интервью у Артура Конан Дойла. В 1928 году вернулся в Будапешт, активно занимался журналистикой, писал как в венгерские, так и в зарубежные газеты. Его новые книги становились бестселлерами, пьесы шли в лучших театрах, он стал в стране одним из наиболее известных современных писателей.
После Второй мировой войны в статьях Дьёрдя Лукача и других был признан «буржуазным автором», в 1948 году эмигрировал в Швейцарию, в 1950 году перебрался в Италию, в 1952 году переехал в США, в 1957 году получил американское гражданство. В 1950-х работал на радио Свободная Европа, приветствовал Венгерскую революцию 1956 года, тяжело перенёс её подавление.
В дальнейшем известность Мараи пошла на убыль, он оказался в изоляции. В 1986 году умерла его жена (они прожили в браке больше 60 лет), в 1987 скончался от сердечного приступа их приемный сын. Не пережив одиночества, в приступе депрессии Мараи застрелился.

## Творчество

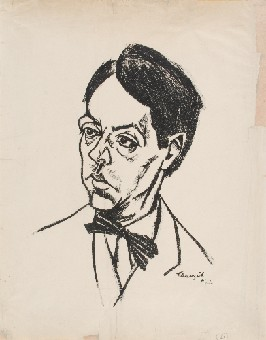
Лайош Тихань. Портрет Шандора Мараи, 1924.

Романы Мараи — а он их написал около 50 — дают глубокое изображение межвоенной Европы после краха Австро-Венгерской империи. Большую известность в разных странах приобрели его мемуары и дневники 1940—1980-х годов.

## Признание
В начале 1970-х Мараи заново открыл итальянский писатель и издатель Роберто Калассо. Книги Мараи стали вновь выходить на итальянском и немецком языках, после 1989 они активно издаются в Венгрии. В 1990 году ему посмертно присуждена премия Кошута. Сегодня известность и авторитет писателя в Европе чрезвычайно велики, его ставят рядом с Йозефом Ротом, Робертом Музилем, Томасом Манном. Его прозу высоко оценил Дж. М. Кутзее. В настоящее время произведения Мараи переведены на английский, французский, немецкий, итальянский, испанский, каталанский, галисийский, португальский, шведский, нидерландский, финский, польский, чешский, сербский, словацкий, болгарский, иврит, турецкий, китайский, корейский и другие языки.
Первая экранизация одной из пьес Мараи появилась ещё в 1943, на протяжении 1990-х вышло ещё несколько фильмов по его прозе, в 2007 была снята игровая лента по дневникам писателя «Я — эмигрант». В ФРГ появился документальный фильм «Шандор Мараи — портрет венгерского писателя» (2006). В Венгрии учреждена премия Шандора Мараи, в 1996 её был удостоен Имре Кертес, в 1998 — Ласло Краснахоркаи, в 2001 — Петер Эстерхази, в 2003 — Жужа Раковски, в 2008 — Ласло Дарваши.
Драма по роману Мараи «Угольки» транслируется по Би-би-си, она с успехом идет на лондонской сцене (в главной роли — Джереми Айронс), фильм по роману планировал снимать Милош Форман, но проект пока не реализован.
Памятники писателю поставлены в Кошице и Будапеште. В 1990 году в Братиславе для поддержки идей либерализма создан Фонд Шандора Мараи.

## Избранные произведения
- Emlékkönyv / Альбом для вырезок на память (1918, стихи)
- Zendülők / Восставшие (1930, роман)
- Idegen emberek / Странные люди (1931, роман)
- A szegények iskolája / Школа для бедных (1934, эссе)
- A sziget / Остров (1934, роман)
- Egy polgár vallomásai / Исповедь буржуа (1934, роман-хроника)
- Válás Budán / Развод в Буде (1935, роман)
- Eszter hagyatéka / Наследство Эстер (1939, роман)
- Vendégjáték Bolzanóban / Гастроли в Больцано (1940, роман из жизни Казановы)
- Kaland / Приключение (1940, драма)
- Szindbád hazamegy / Синдбад возвращается домой (1940, роман по мотивам прозы Дьюлы Круди)
- A gyertyák csonkig égnek / Угольки (1942, роман)
- Napló 1943—1944 / Дневник 1943—1944 (1945)
- Európa elrablása / Похищение Европы (1947, эссе)
- Béke Ithakában / Мир на Итаке (1952, роман)
- Napló 1945—1957 / Дневник 1945—1957 (1958)
- Napló 1958—1967 / Дневник 1958—1967 (1968)
- Föld, föld!… / Земля, Земля!… (1972, мемуары)
- Napló 1968—1975 / Дневник 1968—1975 (1976)
- Napló 1976—1983 / Дневник 1976—1983 (1984)
- Napló 1984—1989 / Дневник 1984—1989 (1999)

## Публикации на русском языке
- Дневники// Иностранная литература, 1993, № 12
- Земля! Земля!.. (Из книги воспоминаний). // Венгры и Европа. / Сб. эссе. — М.: Новое литературное обозрение, 2002. — С. 283—336.
- Свечи сгорают дотла / пер. с венг. О. Якименко.– М.: Носорог, 2019. – 144 с.